# Norbert Röttgen
Norbert Röttgen, né le 2 juillet 1965 à Meckenheim, est un homme politique allemand, membre de l'Union chrétienne-démocrate d'Allemagne (CDU).
Élu député fédéral en 1994, il devient secrétaire général du groupe CDU/CSU au Bundestag en 2005, puis ministre fédéral de l'Environnement en 2009. Trois ans plus tard, il se présente, comme tête de liste, aux élections régionales anticipées en Rhénanie-du-Nord-Westphalie, mais obtient le plus mauvais résultat de l'histoire du parti dans le Land, ce qui le conduit à quitter le gouvernement fédéral.

## Biographie

### Jeunesse et formation
Il adhère à la CDU en 1982 et obtient, deux ans plus tard, son Abitur, intégrant dans le même temps le comité directeur du parti dans l'arrondissement de Rhin-Sieg. Il entre alors à l'université de Bonn, où il étudie le droit pendant cinq ans. Il passe son premier diplôme juridique d'État en 1989.

### Activité professionnelle et débuts en politique
En 1992, il est porté à la présidence de la Junge Union (JU) de Rhénanie-du-Nord-Westphalie. L'année suivante, il passe avec succès son second diplôme juridique et devient avocat auprès du tribunal de Cologne.
Il est élu député de Rhénanie-du-Nord-Westphalie au Bundestag lors des élections fédérales de 1994.

### Ascension au Bundestag
Remplacé à la présidence régionale de la JU en 1996, il est assermenté près le tribunal supérieur régional de Cologne trois ans plus tard, obtenant un doctorat de droit en 2001. Il est nommé, l'année suivante, porte-parole pour la Justice du groupe CDU/CSU au Bundestag.
À la suite des élections fédérales anticipées de 2005, il est promu secrétaire général du groupe parlementaire, alors que chrétiens-démocrates et sociaux-démocrates gouvernent ensemble sous la direction d'Angela Merkel.

### Ministre fédéral de l'Environnement
Norbert Röttgen est nommé ministre fédéral de l'Environnement, de la Protection de la nature et de la Sécurité nucléaire du second cabinet d'Angela Merkel le 28 octobre 2009. Au début de 2010, il crée une polémique au sein de la coalition noire-jaune en relançant le débat sur la sortie du nucléaire quand il affirme que cette énergie devait, à terme, être remplacée, soulignant qu'elle « n'est pas suffisamment acceptée au sein de la population ».
Après la défaite de la CDU aux élections législatives régionales de 2010 en Rhénanie-du-Nord-Westphalie et la démission de Jürgen Rüttgers, il annonce, le 17 août 2010, sa candidature à la présidence de la CDU régionale. Il est en compétition avec l'ancien ministre de la Famille et de l'Intégration, Armin Laschet. Il est élu à ce poste le 6 novembre 2010 avec 92,5 % des voix après avoir remporté le 31 octobre un vote facultatif des adhérents avec 54,8 % des suffrages. Laschet est cependant élu vice-président régional du parti.
À l'occasion du 23e congrès fédéral de la CDU à Karlsruhe, en novembre suivant, il est élu vice-président du parti, présidé par Angela Merkel, avec 88,2 % des voix, soit le meilleur score des quatre candidats.

### Départ du gouvernement
Tête de liste de la CDU de Rhénanie-du-Nord-Westphalie aux élections législatives régionales anticipées du 13 mai 2012, sa campagne est critiquée pour avoir annoncé qu'il resterait au gouvernement fédéral en cas de défaite et tenté de transformer le scrutin en vote de confiance sur la politique budgétaire européenne de la chancelière fédérale. Avec 26,3 % des voix, le parti obtient son plus mauvais résultat dans le Land, reculant de neuf points par rapport à 2010. Röttgen annonce alors sa démission de la direction, affirmant que « cette défaite est amère, nette et elle fait très mal », ajoutant « c'est la défaite de la CDU et avant tout ma défaite ». Le 16 mai, la chancelière Merkel annonce avoir demandé au président, Joachim Gauck, de le démettre de son poste de ministre fédéral de l'Environnement, au profit de Peter Altmaier, secrétaire général du groupe parlementaire chrétien-démocrate,. Son remplacement intervient, officiellement, le 22 mai,.
Il n'est pas reconduit, le 4 décembre 2012, à la vice-présidence fédérale du parti.
Président de la commission des Affaires étrangères du Bundestag à partir de 2014, il est partisan d'une ligne dure contre la Chine et la Russie, critiquant le gouvernement Merkel sur ces dossiers. Il a ainsi défendu l'idée d'une interdiction du marché allemand de la 5G à l'entreprise chinoise Huawei et s'est opposé à l'accord sur les investissements entre la Chine et l'UE ainsi l'achèvement du gazoduc Nordstream 2.
Candidat en janvier 2021 à la présidence de la CDU, il est battu par son rival Armin Laschet. Il défend une ligne ordolibérale sur les questions économiques et très favorable aux États-Unis en matière de politique extérieure. Devenu depuis son renvoi du gouvernement critique d'Angela Merkel, il dénonce dès 2015 l’ouverture provisoire de la frontière allemande aux réfugiés syriens.
Il est de nouveau candidat à la présidence de la CDU en décembre 2021, à la suite de la démission d'Armin Laschet. C'est Friedrich Merz qui est élu.

### Vie privée
Marié, père de trois enfants, deux fils et une fille, il est de confession catholique romaine.